# 27457 Tovinkere
27457 Tovinkere è un asteroide della fascia principale. Scoperto nel 2000, presenta un'orbita caratterizzata da un semiasse maggiore pari a 2,6661732 UA e da un'eccentricità di 0,0401043, inclinata di 3,11796° rispetto all'eclittica.